# Tejado
Tejado település Spanyolországban, Soria tartományban. Tejado Borjabad, Cubo de la Solana, Aldealafuente, Gómara, Serón de Nágima, Bliecos és Nolay községekkel határos. Lakosainak száma 96 fő (2024).

## Népesség
A település népessége az elmúlt években az alábbi módon változott:
| Lakosok száma | 203  | 185  | 159  | 159  | 135  | 129  | 116  | 108  | 91   | 96   |
|               | 2001 | 2004 | 2007 | 2009 | 2012 | 2014 | 2017 | 2019 | 2022 | 2024 |